# Liga Jovem da UEFA de 2018-19

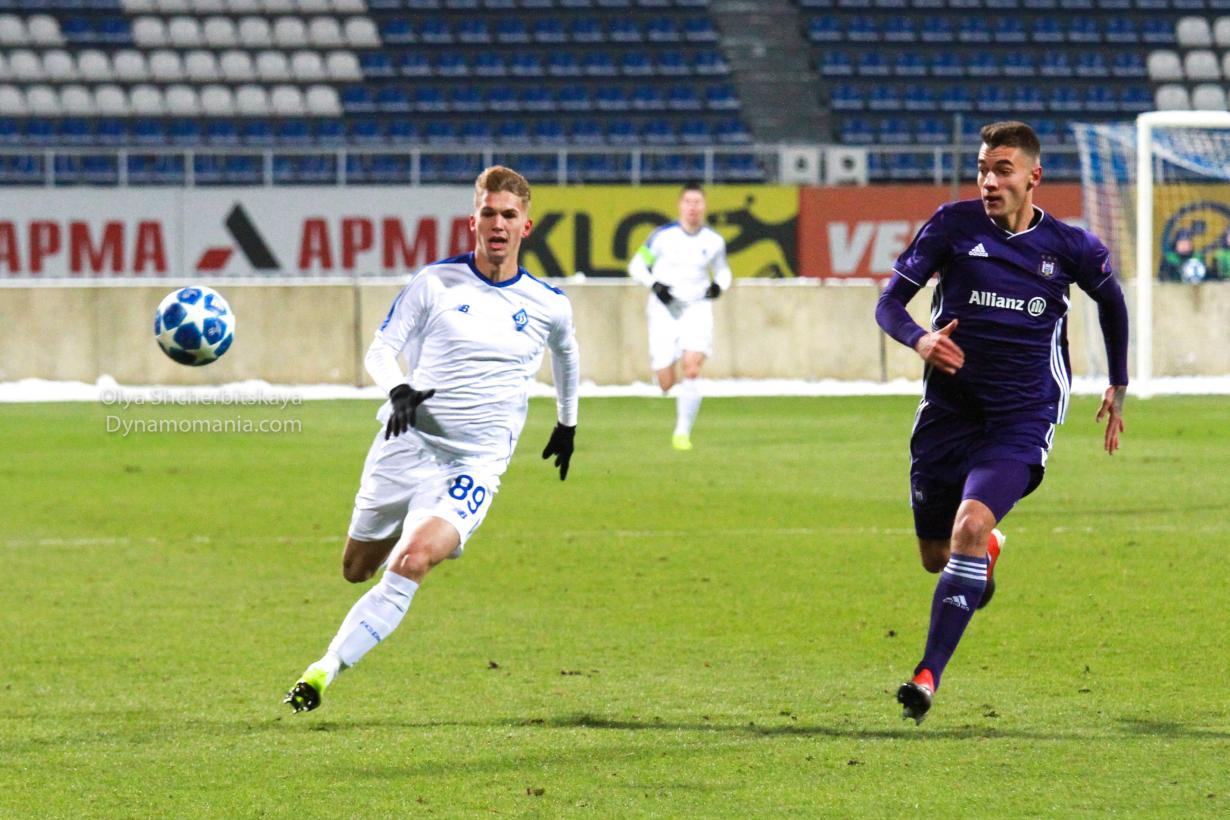
Jogo da Liga Jovem da UEFA 2018-19 : Dinamo vence Anderlecht por 2-1 (27 de novembro de 2018)

A Liga Jovem da UEFA de 2018–19 foi a sexta edição da Liga Jovem da UEFA, um campeonato europeu de clubes juvenis de futebol organizado pela UEFA. 
A final foi disputada em 29 de abril de 2019 no Colovray Stadium em Nyon, Suiça, entre o time inglês Chelsea e o time português Porto. Em sua primeira vez na final da competição, a equipe lusitana a venceu por 3 a 1 e garantiu o título, sendo a primeira vez que uma equipe de Portugal ganhava o torneio. O Barcelona era o último campeão, mas foi eliminado pelo Chelsea nas semifinais, numa revanche da final da última edição.

## Equipes
Podem participar no torneio um total de 64 equipes de pelo menos 32 das 55 federações da UEFA. Eles são divididos em duas seções, cada uma com 32 equipes:
- Caminho da Liga dos Campeões da UEFA:  As equipes juvenis dos 32 clubes que se classificaram para o Liga dos Campeões da UEFA de 2018–19 entram no caminho da UEFA Champions League. Em caso de vaga (não ingressando as equipas juvenis), esta era preenchida por uma equipe definida pela UEFA.
- Caminho dos Campeões Nacionais: Os jovens campeões nacionais das 32 principais associações de acordo com seu  coeficiente da UEFA  de 2017 entraram no Caminho dos Campeões Nacionais.[3] No caso de haver uma vaga (federações sem competição nacional juvenil, bem como campeões nacionais juvenis já incluídos no percurso da UEFA Champions League), era primeiro preenchida pelos detentores do título, caso ainda não tivessem se classificado, e depois pelos campeões nacionais juvenis da próxima federação no ranking da UEFA.

Para esta temporada, 37 associações estão sendo representadas.

## Calendário
Os jogadores devem ter nascido em ou após 1 de janeiro de 2000, com um máximo de cinco jogadores nascidos entre 1 de janeiro de 1999 e 31 de dezembro de 1999 permitidos no elenco de 40 jogadores, e um máximo de três desses jogadores permitidos por cada partida.
A partir desta temporada, são permitidas até cinco substituições por equipe em cada partida.
| Fase                                         | Ronda            | Data do sorteio               | Primeira mão                                   | Segunda mão                                    |
| -------------------------------------------- | ---------------- | ----------------------------- | ---------------------------------------------- | ---------------------------------------------- |
| Rota da UEFA Champions League Fase de Grupos | Data 1           | 30 de agosto de 2018 (Mônaco) | 18–19 de setembro 2018                         | 18–19 de setembro 2018                         |
| Rota da UEFA Champions League Fase de Grupos | Data 2           | 30 de agosto de 2018 (Mônaco) | 2–3 de outubro 2018                            | 2–3 de outubro 2018                            |
| Rota da UEFA Champions League Fase de Grupos | Data 3           | 30 de agosto de 2018 (Mônaco) | 23–24 de outubro 2018                          | 23–24 de outubro 2018                          |
| Rota da UEFA Champions League Fase de Grupos | Data 4           | 30 de agosto de 2018 (Mônaco) | 6–7 de novembro 2018                           | 6–7 de novembro 2018                           |
| Rota da UEFA Champions League Fase de Grupos | Data 5           | 30 de agosto de 2018 (Mônaco) | 27–28 de novembro de 2018                      | 27–28 de novembro de 2018                      |
| Rota da UEFA Champions League Fase de Grupos | Data 6           | 30 de agosto de 2018 (Mônaco) | 11–12 de dezembro de 2018                      | 11–12 de dezembro de 2018                      |
| Rota dos Campeões Nacionais                  | Primeira Rodada  | 4 de setembro de 2018         | 3 de outubro de 2018                           | 24 de outubro de 2018                          |
| Rota dos Campeões Nacionais                  | Segunda Rodada   | 4 de setembro de 2018         | 7 de novembro de 2018                          | 28 de novembro de 2018                         |
| Fase Final                                   | Play-offs        | 17 Dezembro de 2018           | 19–20 de fevereiro de 2019                     | 19–20 de fevereiro de 2019                     |
| Fase Final                                   | Oitavas de Final | 22 de fevereiro 2019          | 12–13 de março de 2019                         | 12–13 de março de 2019                         |
| Fase Final                                   | Quartas de final | 22 de fevereiro 2019          | 2–3 de abril de 2019                           | 2–3 de abril de 2019                           |
| Fase Final                                   | Semifinais       | 22 de fevereiro 2019          | 26 de abril de 2019 no Colovray Stadium, Nyon  | 26 de abril de 2019 no Colovray Stadium, Nyon  |
| Fase Final                                   | Final            | 22 de fevereiro 2019          | 29 de Abril de 2019 ano Colovray Stadium, Nyon | 29 de Abril de 2019 ano Colovray Stadium, Nyon |

Notas
- Para a fase de grupos do Caminho da Liga dos Campeões da UEFA, em princípio, as equipas jogam os seus jogos às terças e quartas-feiras das jornadas, conforme programado para a UEFA Champions League, e no mesmo dia que as equipas sénior correspondentes; no entanto, as partidas também podem ser disputadas em outras datas, incluindo segundas e quintas-feiras.
- Para a primeira e segunda eliminatórias da Campanha dos Campeões nacionais, em princípio os jogos são disputados às quartas-feiras (primeira eliminatória nas jornadas 2 e 3, segunda eliminatória nas jornadas 4 e 5, conforme programado para a UEFA Champions League); no entanto, os jogos também podem ser disputados em outras datas, incluindo segundas, terças e quintas-feiras.

- Para os play-offs, oitavas de final e quartas de final, em princípio, os jogos são disputados às terças e quartas-feiras das jornadas, conforme programado; no entanto, as partidas também podem ser disputadas em outras datas, desde que sejam concluídas antes das seguintes datas:
  - Play-offs: 21 de Fevereiro 2019
  - Oitavas de Final: 15 de Março de 2019
  - Quartas de final: 5 de Abril de 2019

## Rota da Liga dos Campeões
32 equipes vão jogar a fase de grupos, que corresponde às equipes jovens dos clubes classificados para a fase de grupos da Liga dos Campeões da UEFA de 2018–19. Essas 32 equipes serão divididas em 8 grupos de 4 equipes cada. Os primeiros colocados em cada grupo avançam para as oitavas de final. Os segundo colocados avançam para os Playoffs.
| Legenda | Legenda                                             |
| ------- | --------------------------------------------------- |
|         | Classificados à fase final                          |
|         | Classificados a fase de playoffs (16avos de final); |
|         | Eliminados                                          |

#### Grupo A
| Pos. | Equipe          | PJ | PG | PE | PP | GF | GC | DG | Pt |
| ---- | --------------- | -- | -- | -- | -- | -- | -- | -- | -- |
| 1    | Atlético Madrid | 6  | 4  | 0  | 2  | 15 | 8  | +7 | 12 |
| 2    | AS Monaco       | 6  | 3  | 1  | 2  | 9  | 9  | +0 | 10 |
| 3    | Club Brugge KV  | 6  | 2  | 1  | 3  | 10 | 11 | -1 | 7  |
| 4    | B. Dortmund     | 6  | 1  | 2  | 3  | 7  | 13 | -6 | 5  |

|                 | ATM | MON | BRU | DOR |
| --------------- | --- | --- | --- | --- |
| Atlético Madrid | –   | 3-0 | 1-2 | 4-0 |
| AS Monaco       | 0-2 | –   | 3-1 | 1-1 |
| Club Brugge KV  | 3-1 | 2-3 | –   | 1-1 |
| B. Dortmund     | 3-4 | 0-2 | 2-1 | –   |

### Grupo B
| Pos. | Equipe         | PJ | PG | PE | PP | GF | GC | DG | Pt |
| ---- | -------------- | -- | -- | -- | -- | -- | -- | -- | -- |
| 1    | FC Barcelona   | 6  | 3  | 2  | 1  | 8  | 6  | +2 | 11 |
| 2    | Tottenham FC   | 6  | 2  | 3  | 1  | 10 | 8  | +2 | 9  |
| 3    | Inter de Milão | 6  | 2  | 1  | 3  | 10 | 9  | +1 | 7  |
| 4    | PSV Eindhoven  | 6  | 1  | 2  | 3  | 6  | 11 | -5 | 5  |

|                | BAR | TOT | INT | PSV |
| -------------- | --- | --- | --- | --- |
| FC Barcelona   | –   | 0-2 | 2-1 | 2-1 |
| Tottenham FC   | 1-1 | –   | 2-4 | 2-0 |
| Inter de Milão | 0-2 | 1-1 | –   | 3-0 |
| PSV Eindhoven  | 1-1 | 2-2 | 2-1 | –   |

### Grupo C
| Pos. | Equipe           | PJ | PG | PE | PP | GF | GC | DG  | Pt |
| ---- | ---------------- | -- | -- | -- | -- | -- | -- | --- | -- |
| 1    | Liverpool FC     | 6  | 4  | 1  | 1  | 17 | 7  | +10 | 13 |
| 2    | PSG              | 6  | 4  | 1  | 1  | 13 | 10 | +3  | 13 |
| 3    | Napoli           | 6  | 1  | 3  | 1  | 9  | 15 | -6  | 6  |
| 4    | Estrela Vermelha | 6  | 0  | 1  | 5  | 6  | 13 | -7  | 1  |

|                  | LIV | PSG | NAP | EST |
| ---------------- | --- | --- | --- | --- |
| Liverpool FC     | –   | 5-2 | 5-0 | 2-1 |
| PSG FC           | 3-2 | –   | 0-0 | 2-1 |
| Napoli           | 1-1 | 2-5 | –   | 5-3 |
| Estrela Vermelha | 0-2 | 0-1 | 1-1 | –   |

### Grupo D
| Pos. | Equipe         | PJ | PG | PE | PP | GF | GC | DG  | Pt |
| ---- | -------------- | -- | -- | -- | -- | -- | -- | --- | -- |
| 1    | FC Porto       | 6  | 4  | 1  | 1  | 13 | 5  | +8  | 13 |
| 2    | FK Lokomotiv   | 6  | 3  | 1  | 2  | 8  | 5  | +3  | 10 |
| 3    | Galatasaray SK | 6  | 3  | 1  | 2  | 8  | 6  | +2  | 10 |
| 4    | FC Schalke 04  | 6  | 0  | 1  | 5  | 2  | 15 | -13 | 1  |

|                | POR | LOK | GAL | SPO |
| -------------- | --- | --- | --- | --- |
| FC Porto       | –   | 2-1 | 2-2 | 3-0 |
| FK Lokomotiv   | 2-1 | –   | 0-1 | 0-0 |
| Galatasaray SK | 0-2 | 0-1 | –   | 3-0 |
| FC Schalke 04  | 0-3 | 1-4 | 1-2 | –   |

### Grupo E
| Pos. | Equipe        | PJ | PG | PE | PP | GF | GC | DG  | Pt |
| ---- | ------------- | -- | -- | -- | -- | -- | -- | --- | -- |
| 1    | AFC Ajax      | 6  | 3  | 2  | 1  | 23 | 8  | +15 | 11 |
| 2    | SL Benfica    | 6  | 3  | 2  | 1  | 14 | 9  | +5  | 11 |
| 3    | Bayern Munich | 6  | 3  | 2  | 1  | 12 | 8  | +4  | 11 |
| 4    | AEK Atenes    | 6  | 0  | 0  | 6  | 2  | 26 | -24 | 0  |

|               | AJA | BEN | MUN | AEK |
| ------------- | --- | --- | --- | --- |
| AFC Ajax      | –   | 3-0 | 1-2 | 6-0 |
| SL Benfica    | 3-3 | –   | 3-0 | 3-0 |
| Bayern Munich | 2-2 | 2-2 | –   | 2-0 |
| AEK Atenas    | 1-8 | 1-3 | 0-4 | –   |

### Grupo F
| Pos. | Equipe           | PJ | PG | PE | PP | GF | GC | DG | Pt |
| ---- | ---------------- | -- | -- | -- | -- | -- | -- | -- | -- |
| 1    | Hoffenheim       | 6  | 3  | 2  | 1  | 15 | 10 | +5 | 11 |
| 2    | Lyon             | 6  | 3  | 2  | 1  | 13 | 8  | +5 | 11 |
| 3    | Manchester City  | 6  | 2  | 1  | 3  | 10 | 14 | -4 | 7  |
| 4    | Shakhtar Donetsk | 6  | 0  | 3  | 3  | 5  | 11 | -6 | 3  |

|                     | HOF | LIO | MNC | SHA |
| ------------------- | --- | --- | --- | --- |
| TSG 1899 Hoffenheim | –   | 3-1 | 5-2 | 1-1 |
| Ol. Lyonnais        | 3-3 | –   | 2-0 | 2-0 |
| Man. City FC        | 2-1 | 1-4 | –   | 4-1 |
| Shaktar Donetsk     | 1-2 | 1-1 | 1-1 | –   |

### Grupo G
| Pos. | Equipe            | PJ | PG | PE | PP | GF | GC | DG  | Pt |
| ---- | ----------------- | -- | -- | -- | -- | -- | -- | --- | -- |
| 1    | Real Madrid       | 6  | 6  | 0  | 0  | 20 | 7  | +13 | 18 |
| 2    | AS Roma           | 6  | 3  | 0  | 3  | 14 | 17 | -3  | 9  |
| 3    | FC Viktoria Plzeň | 6  | 1  | 2  | 3  | 11 | 14 | -3  | 5  |
| 4    | CSKA Moscou       | 6  | 0  | 2  | 4  | 6  | 13 | -7  | 2  |

|                   | RMD | ROM | VIK | CSK |
| ----------------- | --- | --- | --- | --- |
| Real Madrid       | –   | 3-1 | 3-2 | 2-1 |
| AS Roma           | 1-6 | –   | 3-4 | 3-1 |
| FC Viktoria Plzeň | 1-2 | 2-4 | –   | 1-1 |
| CSKA Moscou       | 1-4 | 1-2 | 1-1 | –   |

### Grupo H
| Pos. | Equipe         | PJ | PG | PE | PP | GF | GC | DG  | Pt |
| ---- | -------------- | -- | -- | -- | -- | -- | -- | --- | -- |
| 1    | Man. United FC | 6  | 5  | 1  | 0  | 20 | 7  | +13 | 16 |
| 2    | Juventus FC    | 6  | 3  | 1  | 2  | 11 | 11 | +0  | 10 |
| 3    | BSC Young Boys | 6  | 2  | 1  | 3  | 12 | 15 | -3  | 7  |
| 4    | Valencia CF    | 6  | 0  | 1  | 5  | 4  | 14 | -10 | 1  |

|                | MAN | JUV | YOU | VAL |
| -------------- | --- | --- | --- | --- |
| Man. United FC | –   | 4-1 | 6-2 | 4-0 |
| Juventus FC    | 2-2 | –   | 2-1 | 3-0 |
| BSC Young Boys | 1-2 | 4-2 | –   | 3-3 |
| Valencia       | 1-2 | 0-1 | 0-1 | –   |

## Rota dos campeões nacionais
As 32 equipes campeãs das ligas nacionais jovens europeias disputaram 8 vagas nos play-offs antes das oitavas de final. O sorteio das duas primeiras rodadas de qualificação foi realizado no dia 4 de setembro de 2018.

### Primeira Rodada
| Equipe 1           | Resultado   | Equipe 2               | Ida  | Volta |
| ------------------ | ----------- | ---------------------- | ---- | ----- |
| Altınordu FK       | 3-2         | Helsingin JK           | 1-1  | 2-1   |
| MŠK Žilina         | 1-7         | Montpellier HSC        | 1-5  | 0-2   |
| FC Basel           | 4-4 (2-3 p) | Hamilton Academical FC | 2-2  | 2-2   |
| FC Dinamo de Kíev  | 6-1         | PFC Septemvri          | 1-0  | 5-1   |
| KR Reykjavíkur     | 1-3         | IF Elfsborg            | 1-2  | 0-1   |
| RSC Anderlecht     | 1-1         | FC Admira Wacker       | 0-0  | 1-1   |
| FC Midtjylland     | 4-2         | Bohemian FC            | 2-1  | 2-1   |
| Chelsea FC         | 14-1        | Molde FK               | 10-1 | 4-0   |
| AEL Limassol       | 1-4         | PAOK Salònica FC       | 1-2  | 0-2   |
| SK Sigma Olomouc   | 7-3         | NK Maribor             | 4-1  | 3-2   |
| Gabala FK          | 4-2         | FC Sheriff Tiraspol    | 1-1  | 3-1   |
| Hertha Berlin SC   | 5-2         | KKS Lech Poznań        | 2-0  | 3-2   |
| FK Astana          | 7-1         | KS Vllaznia            | 3-1  | 4-0   |
| FK Anzhi           | 3-5         | Maccabi Tel Aviv FC    | 3-2  | 0-3   |
| Viitorul Constanța | 0-3         | Dinamo Zagreb          | 0-1  | 0-2   |
| FC Minsk           | 4-3         | Illés Akadémia         | 1-0  | 3-3   |

### Segunda Rodada
| Equipe 1       | Resultado | Equipe 2               | Ida | Volta |
| -------------- | --------- | ---------------------- | --- | ----- |
| RSC Anderlecht | 2-3       | FC Dinamo de Kíev      | 1-1 | 1-2   |
| FC Midtjylland | 4-1       | Hamilton Academical FC | 2-0 | 2-1   |
| Altınordu FK   | 2-5       | Montpellier HSC        | 2-4 | 0-1   |
| IF Elfsborg    | 0-9       | Chelsea FC             | 0-3 | 0-6   |
| PAOK           | 3-1       | FK Minsk               | 2-1 | 1-0   |
| Gabala FK      | 1-4       | Hertha Berlin SC       | 1-3 | 0-1   |
| FK Astana      | 2-4       | Dinamo Zagreb          | 1-1 | 1-3   |
| Sigma Olomouc  | 3-3       | Maccabi Tel Aviv       | 1-1 | 2-2   |

## Fase Final

### Rodada de 16avos
Os oito segundos colocados dos grupos da rota da Liga dos Campeões e os 8 vencedores da segunda rodada da rota dos campeões nacionais disputaram uma fase de play-off em uma única partida, os oito vencedores jogarão as oitavas de final contra a primeira equipe de cada grupo da rota da Liga dos Campeões.
| Equipe mandante  | Resultado   | Equipe visitante |
| ---------------- | ----------- | ---------------- |
| PAOK FC          | 0-1         | Tottenham FC     |
| Dinamo Zagreb    | 1-1 (5-4 p) | Lokomotiv        |
| Dinamo de Kiev   | 3-0         | Juventus FC      |
| Chelsea FC       | 3-1         | AS Monaco        |
| Montpellier HSC  | 2-1         | SL Benfica       |
| Hertha Berlin SC | 2-1         | PSG              |
| FC Midtjylland   | 1-1 (4-2 p) | AS Roma          |
| Sigma Olomouc    | 0-2         | Lyon             |

### Oitavas de Final
As partidas foram disputadas nos dias 6, 12 e 13 de março de 2019.
| Equipe 1           | Resultado    | Equipe 2          |
| ------------------ | ------------ | ----------------- |
| Chelsea            | 2–1          | Montpellier       |
| Midtjylland        | 3–1          | Manchester United |
| Dinamo Zagreb      | 1–1 (4–3 p.) | Liverpool         |
| Lyon               | 2–2 (6–5 p.) | Ajax              |
| Barcelona          | 3–0          | Hertha BSC        |
| Porto              | 2–0          | Tottenham Hotspur |
| Hoffenheim         | 0–0 (4–2 p.) | Dynamo Kyiv       |
| Atlético de Madrid | 1–2          | Real Madrid       |

### Quartas de final
As partidas foram disputadas nos dias 2 e 3 de abril de 2019.
| Equipe 1   | Resultado    | Equipe 2      |
| ---------- | ------------ | ------------- |
| Barcelona  | 3–2          | Lyon          |
| Hoffenheim | 4–2          | Real Madrid   |
| Porto      | 3–0          | Midtjylland   |
| Chelsea    | 2–2 (4–2 p.) | Dinamo Zagreb |

### Semifinais
| Equipe 1   | Resultado    | Equipe 2 |
| ---------- | ------------ | -------- |
| Barcelona  | 2–2 (4–5 p.) | Chelsea  |
| Hoffenheim | 0–3          | Porto    |

### Final
A final foi disputada em 29 de abril de 2019 no Colovray Stadium, Nyon.
| 29/04/2019 | Porto                                                     | 3–1 | Chelsea              | Colovray Stadium, Nyon              |
|            | - Fábio Vieira 17' - Diogo Queirós 55' - Afonso Sousa 75' |     | - Daishawn Redan 53' | Árbitro: François Letexier (França) |

## Premiações

### Campeão[8]
| Liga Jovem da UEFA 2018-19 |
| Portugal                   |
| -------------------------- |
| Porto Campeão (1º título)  |

## Artilheiros
| Rank | Jogador             | Time              | Gols |
| ---- | ------------------- | ----------------- | ---- |
| 1    | Charlie Brown       | Chelsea           | 12   |
| 2    | Romário Baró        | Porto             | 6    |
| 2    | Nicolas-Gerrit Kühn | Ajax              | 6    |
| 2    | Rodrygo             | Real Madrid       | 6    |
| 2    | Casper Tengstedt    | Midtjylland       | 6    |
| 6    | Alberto             | Real Madrid       | 5    |
| 6    | Sergio Camello      | Atlético Madrid   | 5    |
| 6    | Facundo Colidio     | Internazionale    | 5    |
| 6    | Gianluca Gaetano    | Napoli            | 5    |
| 6    | Mason Greenwood     | Manchester United | 5    |
| 6    | Eduardo Guerrero    | Maccabi Tel Aviv  | 5    |
| 6    | Lenny Pintor        | Lyon              | 5    |
| 6    | Daishawn Redan      | Chelsea           | 5    |
| 6    | Alessio Riccardi    | Roma              | 5    |
| 6    | Fábio Silva         | Porto             | 5    |
| 6    | Nuno Santos         | Benfica           | 5    |